# 1979 في البرازيل
فيما يلي قوائم الأحداث التي وقعت خلال عام 1979 في البرازيل.

## سياسة

### تعيين في المنصب
- 1 فبراير – تانكريدو نيفيس عضو مجلس الشيوخ من البرازيل.

### انتهاء فترة المنصب
- 15 مارس – إرنستو جيزل رئيس البرازيل.

## رياضة
- 4 فبراير – جائزة البرازيل الكبرى 1979 الفائز جاك لافيت.

## مواليد

### يناير
- 3 يناير – روجيريو كوريا لاعب كرة قدم برازيلي.
- 3 يناير – لوكاس سيفيرينو لاعب كرة قدم برازيلي.
- 11 يناير – جوانا كورتيز لاعبة كرة مضرب برازيلية.
- 11 يناير – رودريغو نونس دي أوليفيرا لاعب كرة قدم برازيلي.
- 20 يناير – باولو سيزار فونسيكا نونيس لاعب كرة قدم برازيلي.
- 20 يناير – ريكاردو موديستو دا سيلفا لاعب كرة قدم برازيلي.
- 22 يناير – لينكولن كاسيو دي سوزا سواريس لاعب كرة قدم برازيلي.
- 25 يناير – بيانكا كاستانيو ممثلة برازيلية.

### فبراير
- 1 فبراير – جوان سيلفيرا دوس سانتوس لاعب كرة قدم برازيلي.
- 8 فبراير – كليبر إشونك تنر لاعب كرة قدم برازيلي.
- 9 فبراير – أندرسون بولغا لاعب كرة قدم برازيلي.
- 19 فبراير – كارلوس فيراري لاعب كرة قدم برازيلي.
- 20 فبراير – روبرتو جوليو دي فيغويريدو لاعب كرة قدم برازيلي.
- 22 فبراير – ديبورا فالابيلا ممثلة برازيلية.
- 24 فبراير – فابيو سيزار مونتيزين لاعب كرة قدم برازيلي.

### مارس
- 2 مارس – دانييلا بيدادي لاعبة كرة يد برازيلية.
- 2 مارس – كارلوس إدواردو سواريس لاعب كرة قدم برازيلي.
- 14 مارس – رينالدو دا كروز أوليفيرا لاعب كرة قدم برازيلي.
- 18 مارس – فرناندو بايانو لاعب كرة قدم برازيلي.
- 20 مارس – فرانسيلودو سانتوس لاعب كرة قدم برازيلي.
- 21 أكتوبر – إليسيو فيريرا مارسيانو لاعب كرة قدم برازيلي.
- 23 مارس – خوسيه لويس سانتوس دي فيستاكان لاعب كرة قدم برازيلي.
- 26 مارس – جوليانا بايس ممثلة برازيلية.
- 30 مارس – إلينتون أندراند لاعب كرة قدم برازيلي.

### أبريل
- 2 أبريل – غرافيتي لاعب كرة قدم برازيلي.
- 3 أبريل – لياندرو فييرا لاعب كرة قدم برازيلي.
- 9 أبريل – أليكس غارسيا لاعب كرة قدم برازيلي.
- 15 أبريل – جيداياس كابوتشو نيفيس لاعب كرة قدم برازيلي.
- 23 أبريل – ماكسويل سانتوس سيلفا لاعب كرة قدم برازيلي.
- 25 أبريل – ليليان غونسالفيس لاعبة كرة سلة برازيلية.

### مايو
- 15 مايو – ريناتو لاعب كرة قدم برازيلي.

### يونيو
- 1 يونيو – ويلينغتون نوغويرا لوبيز لاعب كرة قدم برازيلي.
- 2 يونيو – مورينا باكارين
- 11 يونيو – دانيلو غابرييل دي أنداردي لاعب كرة قدم برازيلي.
- 16 يونيو – موريلو فيشر درّاج طريق برازيلي.
- 19 يونيو – خوسيه كليبرسون لاعب كرة قدم برازيلي.
- 23 يونيو – باولو ماريانو لاعب كرة قدم برازيلي.
- 29 يونيو – ارتور أفيلا

### يوليو
- 1 يوليو – جوليو سيلفا لاعب كرة مضرب برازيلي.
- 2 يوليو – ألكسندر سيموني لاعب كرة مضرب برازيلي.
- 2 يوليو – تسوتو لاعب كرة قدم برازيلي.
- 5 يوليو – رايموندو نونوتو ليما ريبيرو لاعب كرة قدم برازيلي.
- 6 يوليو – لياندرو سيزار دي سوزا لاعب كرة قدم برازيلي.
- 19 يوليو – برونو كابريرزو لاعب كرة قدم برازيلي.
- 19 يوليو – جوسوي لاعب كرة قدم برازيلي.
- 27 يوليو – مارييل فرانكو سياسية وناشطة حقوقية برازيلية.
- 28 يوليو – هوغو ألكانتارا لاعب كرة قدم برازيلي.
- 29 يوليو – لياندرو توماس بيريز لاعب كرة قدم برازيلي.
- 31 يوليو – أندريه غارسيا لاعب كرة قدم برازيلي.

### أغسطس
- 4 أغسطس – سيلزو مورايس لاعب كرة قدم برازيلي.
- 14 أغسطس – روبنز دونيزيتي درّاج طريق برازيلي.
- 26 أغسطس – ويليغتون روبسون بينا دي أوليفيرا لاعب كرة قدم برازيلي.
- 29 أغسطس – دوغلاس رينالدي لاعب كرة قدم برازيلي.

### سبتمبر
- 3 سبتمبر – جوليو سيزار لاعب كرة قدم برازيلي.
- 5 سبتمبر – خورخي لويز دي أموريم سيلفا لاعب كرة قدم برازيلي.
- 20 سبتمبر – كارولين ريبيرو عارضة برازيلية.
- 23 سبتمبر – فابيو سيمبليسيو لاعب كرة قدم برازيلي.
- 24 سبتمبر – فابيو أوريليو لاعب كرة قدم برازيلي.

### أكتوبر
- 21 أكتوبر – إليسيو فيريرا مارسيانو لاعب كرة قدم برازيلي.
- 21 أكتوبر – ماركوس انطونيو غارسيا ناسيمينتو لاعب كرة قدم برازيلي.
- 22 أكتوبر – دوني لاعب كرة قدم برازيلي.
- 22 أكتوبر – ديفيد دي سوزا لاعب ومدرب كرة قدم برازيلي.
- 24 أكتوبر – برونا عبد الله

### نوفمبر
- 8 نوفمبر – موزارت سانتوس باتيستا جونيور لاعب كرة قدم برازيلي.
- 10 نوفمبر – كيلي سانتوس لاعبة كرة سلة برازيلية.
- 19 نوفمبر – جوليانو روبيرتو أنتونيلو لاعب كرة قدم برازيلي.

### ديسمبر
- 8 ديسمبر – دييغو والش لاعب كرة قدم برازيلي.
- 10 ديسمبر – أدريانو فيريرا بينتو لاعب كرة قدم برازيلي.
- 23 ديسمبر – دانيال كارلوس سيلفا أنغوس لاعب كرة قدم برازيلي.

## وفيات

### فبراير
- 21 فبراير – فالديمار دي بريتو (مواليد 1913) لاعب كرة قدم برازيلي.

### أكتوبر
- 1 أكتوبر – بريغينيو (مواليد 1905) لاعب كرة قدم برازيلي.